# Rhynchites bacchus
Rhynchites bacchus là một loài bọ cánh cứng trong họ Rhynchitidae. Loài này được Linnaeus miêu tả khoa học năm 1758.